# Jamielee McCreadie
Jamielee „Eadie“ McCreadie (* 28. September 1987) ist eine ehemalige britische Biathletin.

## Karriere
Eadie McCreadie begann ihre Karriere mit mehreren Erfolgen auf nationaler Ebene. Mit ihrer Regimentsmannschaft, den AGC Ladies, gewann die Soldatin der britischen Armee 2009 in Obertilliach an der Seite von den beiden über lange Jahre dominierenden britischen Biathletinnen Emma Fowler und Adele Walker den Titel im Staffelrennen und zusätzlich auch den Titel in der Teamwertung. Ein Jahr später konnte sie in Ruhpolding ihren Titel mit der Staffel in der Vorjahresbesetzung verteidigen. Mit Fowler, Roxanne Masters und Frances Fox wurde sie zudem Zweite in der Teamwertung. Zum Auftakt der Saison 2010/11 gab McCreadie auch ihr internationales Debüt im IBU-Cup. Ihre beiden ersten Sprints bestritt sie in Beitostølen und wurde dort 58. und 76. Nach zwei weiteren Sprintrennen in Martell und Obertilliach trat sie aber weder national noch international wieder in Erscheinung.